# Øystein Jevanord
Øystein Jevanord, né le 16 septembre 1959, est un batteur et bassiste norvégien.
Il a joué avec les groupes suivants :
- Bridges
- Poem
- deLillos[2]
- a-ha
- Dei Nye Kappelanane
- Oslo Plektrum
- Dog Age
- Femi Gange
- MT Hammed